# Диттрих, Борис
Борис Оттокар Дитрих (нидерл. Boris Ottokar Dittrich, родился 21 июля 1955 года) — нидерландский политик.
Сын политического эмигранта из Чехословакии, покинувшего страну в 1948 году. Член парламента Нидерландов с 1994 года. Член лидер нидерландской леволиберальной политической партии Демократы 66 с 1981 года, её лидер с 2003 по 2006 год (ушёл с этого поста в знак несогласия с политикой поддержки США). С 2007 года директор по вопросам адвокации прав ЛГБТ в Human Rights Watch, принял участие в разработке Джокьякартских принципов. Открытый гей, в 2006 году вступил в брак с Розерманом.